# West Autobahn
West Autobahn (eller Westautobahn) er en betegnelse for motorvej A1 i Østrig, der forløber fra Wien over Linz til den tyske grænse vest for Salzburg, hvor den forbindes til den tyske motorvej A8. Motorvejen indgår i europavejsnettet med numrene E55 og E60.
Motorvejen var den første i Østrig, og den indgik i den samlede plan for motorvejsnettet i Nazityskland. Det første spadestik blev taget ved Salzburg den 7. april 1938 knap en måned efter Østrigs Anschluss til det tyske rige under overværelse af Adolf Hitler. Den 13. september samme år åbnede den første delstrækning af motorvejen. 
I 1942 blev yderligere bygning af den da 16,2 km lange motorvej indstillet. På grund af uenighed mellem efterkrigstidens besættelsesmagter blev den videre bygning først påbegyndt efter den Østrigske Statstraktat i 1955. De sidste dele af motorvejen blev færdigbygget i 1970'erne.
Motorvejen er den vigtigste vest-øst-forbindelse i Østrig, og dele af vejen udbygges af ASFiNAG til en seks-sporet motorvej, hvor den første del åbnede den 7. oktober 2005. Det 20 km lange stykke blev bygget indenfor 23 måneder.